# Robbi Chong
Robbi Chong (Vancouver, 28 maggio 1965) è un'attrice canadese.

## Biografia
Nasce a Vancouver, nella Columbia Britannica, il 28 maggio del 1965, figlia di Tommy Chong, un comico ed attore canadese, membro, assieme a Cheech Marin, del duo Cheech & Chong, e di Maxine Sneed. Ha una sorella maggiore, Rae Dawn Chong, anche lei attrice. È di origini cinesi, nord-irlandesi e francesi da parte del padre ed afro-canadesi e cherokee da parte della madre.
Robbi Chong ha studiato recitazione a Los Angeles, California per 2 anni ed ha cominciato ad apparire frequentemente sul palco e in televisione.

## Filmografia

### Cinema
- Cheech & Chong's The Corsican Brothers (1984)
- Sécurité publique (1987)
- Far Out Man (1990)
- The Evil Inside Me (1993)
- Jimmy Hollywood (1994)
- Ellie Parker (2005)
- Shelter (2007)

### Televisione
- The Cosby Show (1988)
- You Bet Your Life (1992)
- Murder One - serie TV (1995)
- Dave's World (1995)
- Poltergeist: The Legacy - serie TV (1996–1998)
- Oltre i limiti (The Outer Limits) - serie TV (1999)
- Red Shoe Diaries 12: Girl on a Bike (2000)
- E.R. - Medici in prima linea (ER) - serie TV (2006)